# VMFA(AW)-533
533ème Escadron de chasseur d'attaque tout temps (USMC)
Le Marine All Weather Fighter Attack Squadron 533 (ou VMFA(AW)-533) est un escadron de chasseur d'attaque FA-18 Hornet. L'escadron, connu sous le nom de "Hawks" est basé à la Marine Corps Air Station Beaufort, en Caroline du sud. Il est sous le commandement du Marine Aircraft Group 31 (MAG-31) et de la 2nd Marine Aircraft Wing (2nd MAW). L'escadron est l'un des deux seuls escadrons F/A-18D Hornet opérant actuellement à partir de MCAS Beaufort, l'autre étant le VMFA(AW)-224 "Bengals".

## Mission
Soutenir le commandement de la Force tactique terrestre et aérienne des Marines en assurant la coordination des armes de soutien, en réalisant des images multi-capteurs et en détruisant les cibles de surface et les avions ennemis de jour comme de nuit ; dans toutes les conditions météorologiques lors d'opérations expéditionnaires, interarmées ou combinées.

## Historique

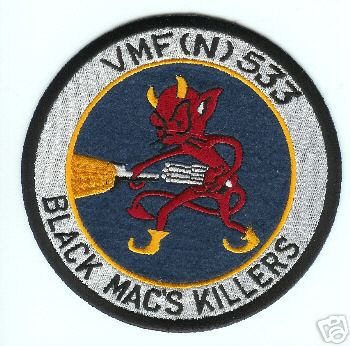
Insigne du VMF(N)-533

Le Marine Night Fighter Squadron 533 (VMF(N)-533 "Black Mac's Killers") a été mis en service le 1er octobre 1943 à la Naval Air Station Cherry Point, en Caroline du Nord, pilotant le F6F-5N Hellcat. En 1945, il a été équipé du F7F Tigercat et prend le nom de VMF(AW)-533 en 1948. En 1954, l'escadron est équipé du F2H Banshee, ayant pris le nom de VMF-533 . En 1957, l'escadron pilote le A-4 Skyhawk en prenant le nom de Marine Attack Squadron 533 (VMA-533).
En 1965, l'escadron devient VMA(AW)-533 et prend en main le A-6 Intruder en 1967. En octobre 1992 l'escadron est équipé du F/A-18 Hornet et devient le VMFA(AW)-533.

### Service
- Durant la Seconde guerre mondiale :
  - 1945 - Bataille d'Okinawa
- guerre du Vietnam  :

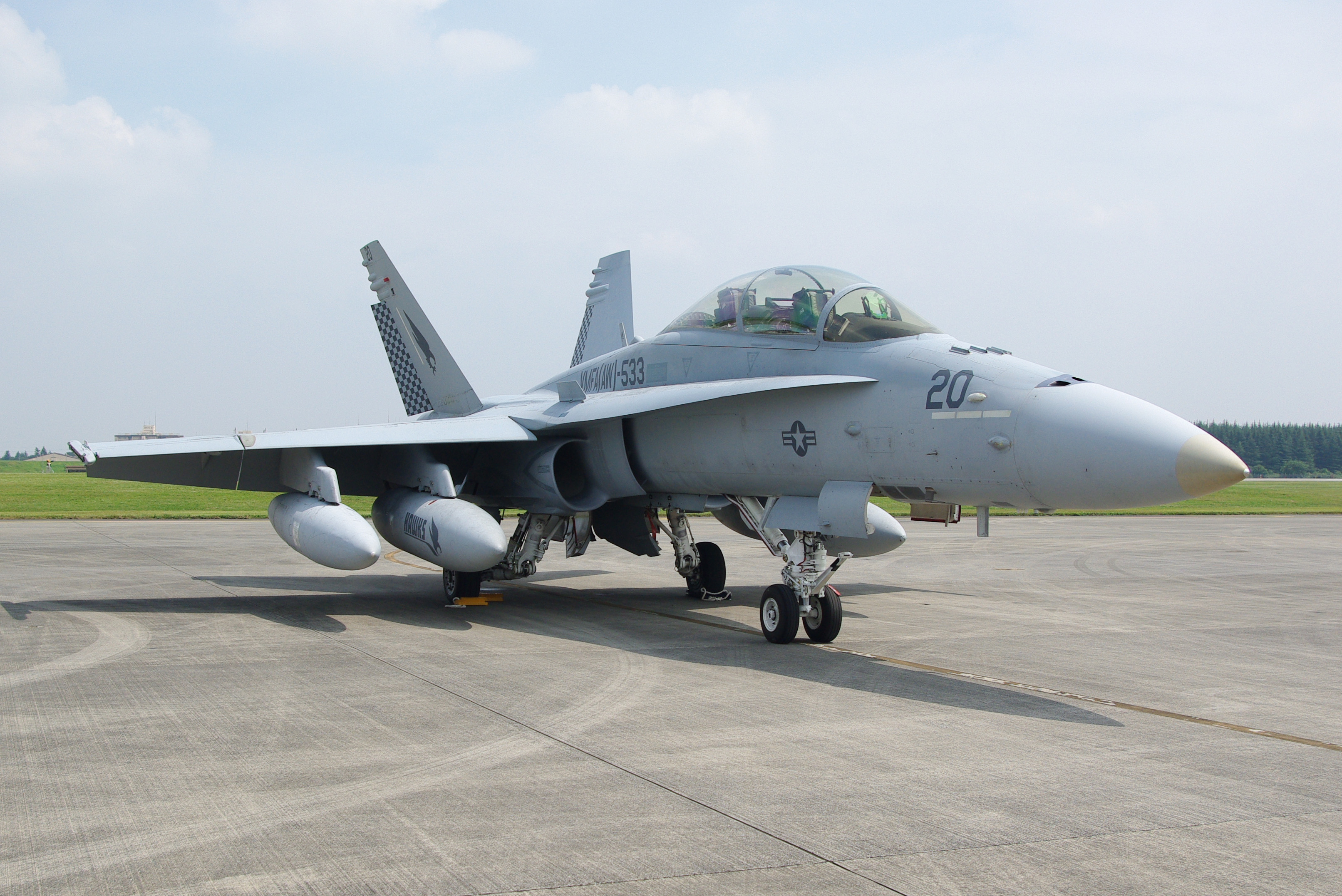
FA-18 Hornet du VMFA(AW)-533 en 2009

- Durant la guerre contre le terrorisme :
  - 1990 - Opération Bouclier du désert (Guerre du Golfe)
  - 1991 - Opération Tempête du désert (Guerre du Golfe)
  - 1999 - Opération Force alliée (Guerre du Kosovo)
  - 2003 - Operation Southern Watch
  - 2005 - Opération Iraqi Freedom
  - 2021 - Opération Inherent Resolve